# Оренсе
Вижте пояснителната страница за други значения на Оренсе.
Оренсе е град в Испания. Населението му е 108 002 жители (2011 г.), а площта му е 85,2 km2. Намира се на 132 метра надморска височина, в часова зона UTC+1 в западната част на страната. Пощенският му код е 362--.